# Raixid Ali Gaylani
Raixid Ali Gaylani o Raixid Ali al-Gaylani (àrab: رشيد عالي الكيلاني, Raxīd ʿĀlī al-Gaylānī o al-Kaylānī; també transcrit Sayyid Raixid Ali al-Gillani, Sayyid Raixid Ali al-Gailani o Sayyad Raixid Ali el Keilany) (Bagdad, 1892 - Beirut, 28 d'agost de 1965) fou primer ministre de l'Iraq al període monàrquic, fins a tres vegades. És recordat com un nacionalista àrab que va intentar eliminar la influència britànica i en els seus breus governs va negociar amb l'Eix durant la II Guerra Mundial per contrarestar la influència britànica.

## Joventut
Raixid Ali era fill de Sayyid Abdul Wahhab al-Gaylani de la destacada família sunnita dels Gaylani de Bagdad, considerats sadeh o religiosos que descendien del Profeta. Estava emparentat al primer ministre Abd al-Rahman al-Kayyali, però les dues parts de la família estaven enfrontades. Raixid Ali va estudiar lleis a Bagdad i esdevingué advocat prèviament al seu activisme polític.

## Carrera política
El 1924, Raixid Ali al-Gaylani va començar la seva carrera a la política al primer govern de Yasin al-Hashimi (1924-1925) que el va nomenar ministre de Justícia. Els dos homes eren nacionalistes i oposats als britànics i van rebutjar el tractat Anglo-Iraquià de 1930 que va signar el primer ministre Nuri al-Said i van fundar (1931) el Hizb al-Ikha al-Watani (Partit de la Germanor Nacional) amb un programa nacionalista. Gaylani fou cridat per exercir com a primer ministre per primer cop el 20 de març de 1933, governant només 8 mesos, fins al 9 de novembre de 1933.
El 31 de març de 1940 Gaylani fou nomenat altre cop primer ministre quan ja havia començat la II Guerra Mundial i acabava de morir el rei Ghazi I. El regnat de Ghazi va anar seguit d'una regència pel seu fill de 4 anys, el rei Faisal II, que presidia l'oncle d'aquest Abdul Illah. Mentre Abdul Illah donava suport als britànics en la guerra, Gaylani feia tot el contrari i utilitzava el conflicte pels seus fins nacionalistes, refusant que tropes britàniques poguessin creuar per l'Iraq per anar al front; també va rebutjar el trencament amb Itàlia i va enviar al ministre de Justícia Naji Shawkat a entrevistar-se amb l'ambaixador alemany a Turquia Franz von Papen, per obtenir suport alemany pel seu govern.

### Cop d'estat
La Gran Bretanya va respondre amb sancions econòmiques; mentre van arribar notícies de les victòries britàniques contra els italians al nord d'Àfrica (operació Compass) el que va afectar el suport del govern de Gaylani que el 31 de gener de 1941 havia de dimitir sota pressió del regent. Això va exacerbar la situació. El grup militar anomenat del Quadrat Daurat, nacionalista radical proper als alemanys, va contactar amb Gaylani i es van fer plans per un cop d'estat. El 31 de març de 1940 Abdul Illah va descobrir els plans, que incloïen el seu assassinat i va fugir del país.
L'1 d'abril es va iniciar el cop d'estat i el 3 d'abril Gaylani tornava al poder com a primer ministre d'un Govern de la Defensa Nacional que substituïa l'autoritat del regent. Com un dels seus primers actes, Gaylani va enviar a l'artilleria iraquiana a la base de la RAF britànica a Habbaniya i a fin al d'abril els iraquians estaven situats en fortes posicions dominants sobre la base que va quedar assetjada.
Iraq era el major subministrador de petroli als aliats i era també un element clau en la unió de les tropes d'Egipte i l'Índia. Per assegurar el control de l'Iraq el primer ministre Winston Churchill va ordenar al general Archibald Wavell protegir la base d'Habbaniya. El 18 d'abril forces britàniques procedents de l'Índia van desembarcar a Bàssora mentre al mandat britànic de Palestina es va crear una altra força per entrar a l'Iraq des de l'oest i obligar a l'aixecament del setge de la base d'Habbaniya.

### Guerra Anglo-Iraquiana
A Habbaniya, els assetjants iraquians van demanar l'aturada de tota activitat i tots els vols des de i cap a la base. El 2 de maig de 1940 el comandant a Habbaniya, vice marshal Harry George Smart va repondre amb un atac preventiu contra les forces iraquianes a l'entorn de la base, acció que va iniciar la guerra. Al cap d'una setmana els iraquians abandonaven les seves posicions i a mig maig les forces britàniques des de Habaniya van arribar a Falluja i després de liquidar la resistència iraquiana a la població van avançar cap a Bagdad. El 29 de maig, per por del que fessin els britànics, va fugir cap a Iran. Abans de deixar Bagdad, Gaylani va contactar amb Mulla Effendi i li va informar que la família reial s'allotjaria a la seva casa fins al final del conflicte.
El 31 de maig es va signar un armistici entre britànics i iraquians. El 3 de juny el regent tornava a Bagdad i el seu govern era restaurat. Durant el buit de poder un violent pogrom (en àrab farhud) contra els jueus va tenir lloc a Bagdad.

### Iran, Alemanya i Aràbia Saudita
Gaylani no va restar gaire temps a l'Iran. El 25 d'agost de 1941 les forces armades del Regne Unit i de la Unió Soviètica envaïen el país i eliminaven al govern germanòfil de Reza Shah. Gaylani va fugir a l'Europa sota ocupació alemanya arribant a Berlín on fou rebut pel dictador Adolf Hitler i fou reconegut com a cap del govern iraquià a l'exili. Al final de la guerra, amb la derrota alemanya, Gaylani va fugir a l'Aràbia Saudita.

## Final de la seva vida i mort
Gaylani només va retornar de l'exili després de la revolució que va enderrocar la monarquia el 1958. Va intentar tornar al poder i va planejar una revolta contra el govern d'Abd al-Karim Qasim; la revolta va fallar i Gaylani fou sentenciat a mort però fou perdonat i va poder retornar a l'exili, establint-se a Beirut on va morir el 1965.